# 安多亞耶拉國家公園

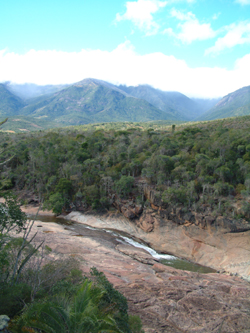

安多亞耶拉國家公園（Parc national d'Andohahela）是馬達加斯加的國家公園，佔地760平方公里，建於1997年，海拔高度120至1,972米，東部每年平均降雨量1,500至2,000毫米，西部每年平均降雨量600至700毫米。

## 外部連結
- Andohahela National Park Official site (french only)